# Geoffrey Taylor
Geoffrey Barron Taylor (Toronto, 4 febbraio 1890 – Ypres, 24 aprile 1915) è stato un canottiere canadese.
Ha vinto la medaglia di bronzo olimpica nel canottaggio alle Olimpiadi 1908 tenutesi a Londra, nella gara di Otto maschile con Irvine Robertson, Joe Wright, Sr., Walter Lewis, Julius Thomson, Becher Gale, Charles Riddy, Gordon Balfour, Douglas Kertland, a pari merito con la squadra britannica.
Nella stessa edizione, vince una seconda medaglia di bronzo nella gara di Quattro senza maschile con Becher Gale, Charles Riddy e Gordon Balfour, a pari merito con il team olandese.
Perisce durante la prima guerra mondiale in Belgio, nella seconda battaglia di Ypres, durante la quale è dato come disperso, presumibilmente morto per avvelenamento da gas.